# Nesogordonia pachyneura
Nesogordonia pachyneura är en malvaväxtart som beskrevs av René Paul Raymond Capuron och L.C. Barnett. Nesogordonia pachyneura ingår i släktet Nesogordonia och familjen malvaväxter. Inga underarter finns listade i Catalogue of Life.